# Csegyi-holi járás

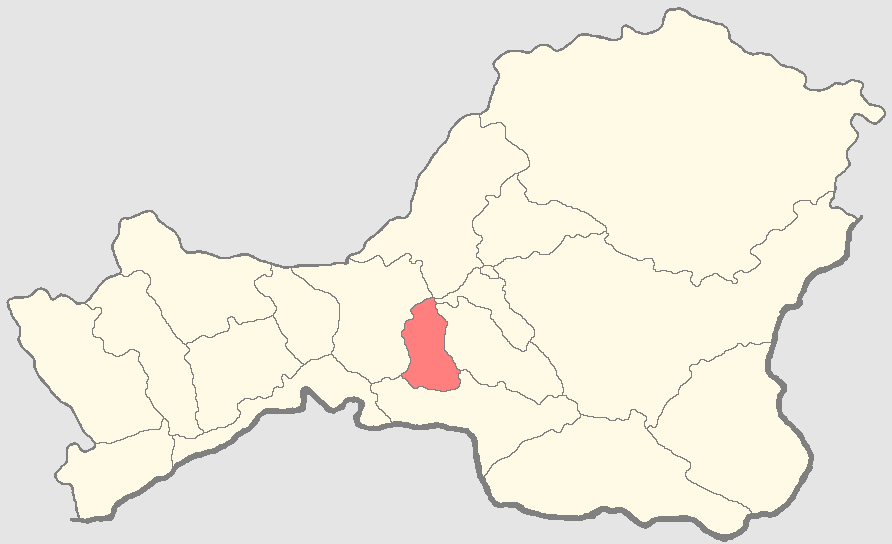
A Csegyi-holi járás a Tuva Köztársaságban

A Csegyi-holi járás (oroszul Чеди-Хольский кожуун, tuvai nyelven Чеди-Хөл кожуун) Oroszország egyik járása a Tuvai Köztársaságban. Székhelye Hovu-Akszi.

## Népesség
- 2002-ben 8 081 lakosa volt.
- 2010-ben 7 687 lakosa volt.